# Waupaca
Waupaca és una població dels Estats Units a l'estat de Wisconsin. Segons el cens del 2000 tenia 5.676 habitants.

## Demografia
Segons el cens del 2000, Waupaca tenia 5.676 habitants, 2.364 habitatges, i 1.302 famílies. La densitat de població era de 365,9 habitants per km².
Dels 2.364 habitatges en un 29,5% hi vivien nens de menys de 18 anys, en un 40,5% hi vivien parelles casades, en un 10,6% dones solteres, i en un 44,9% no eren unitats familiars. En el 38,1% dels habitatges hi vivien persones soles el 18,2% de les quals corresponia a persones de 65 anys o més que vivien soles. El nombre mitjà de persones vivint en cada habitatge era de 2,25 i el nombre mitjà de persones que vivien en cada família era de 3,01.
Per edats la població es repartia de la següent manera: un 25,4% tenia menys de 18 anys, un 9,5% entre 18 i 24, un 27% entre 25 i 44, un 17,9% de 45 a 60 i un 20,2% 65 anys o més.
L'edat mediana era de 36 anys. Per cada 100 dones de 18 o més anys hi havia 84,9 homes.
La renda mediana per habitatge era de 31.095 $ i la renda mediana per família de 45.128 $. Els homes tenien una renda mediana de 32.488 $ mentre que les dones 21.651 $. La renda per capita de la població era de 18.890 $. Aproximadament el 7,1% de les famílies i el 10,5% de la població estaven per davall del llindar de pobresa.

## Poblacions més properes
El següent diagrama mostra les poblacions més properes.